# Entomacis hajeki
Entomacis hajeki is een vliesvleugelig insect uit de familie van de Diapriidae. De wetenschappelijke naam van de soort is voor het eerst geldig gepubliceerd in 2000 door Macek.